# Obuwik wielkopłatkowy
Obuwik wielkopłatkowy (Cypripedium macranthos Sw.) – gatunek rośliny z rodziny storczykowatych (Orchidaceae). Występuje w Europie i Azji. Najdalej na zachód rośnie w Rosji nad górnym Dnieprem, w dorzeczu Wołgi i Kamy. Podawany był także z Ukrainy i Białorusi, ale te informacje uznawane są za wątpliwe. Dalej na wschód rośnie w rejonie Uralu, w południowej i wschodniej części Syberii sięgając po Kamczatkę, Wyspy Kurylskie i Japonię. Południowa granica zasięgu biegnie przez Kazachstan, Mongolię i Chiny, w których rośnie w części północnej i północno-wschodniej, poza tym na Tajwanie. Gatunek uprawiany jest jako roślina ozdobna, także w Polsce.

## Morfologia

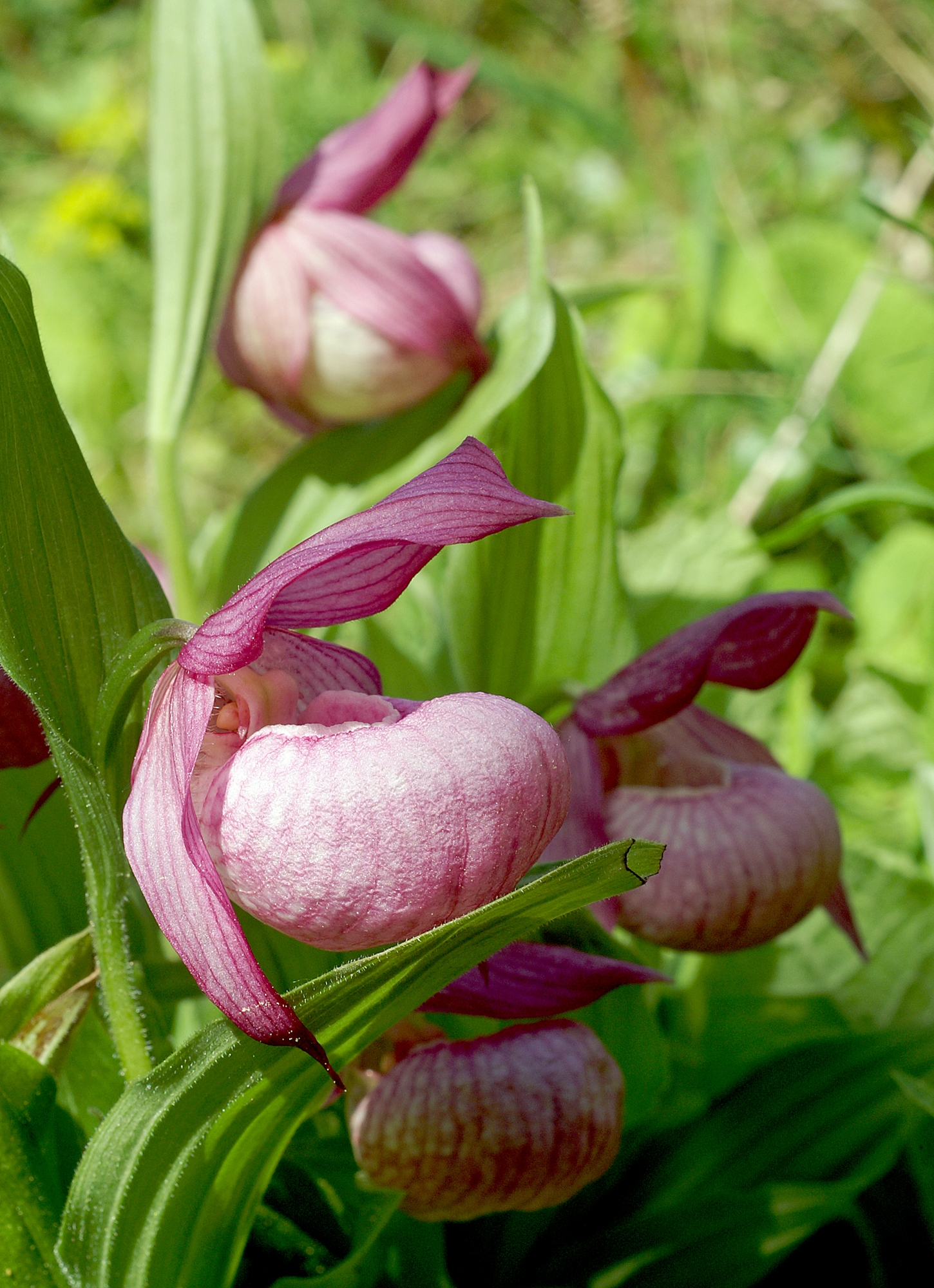
Kwiat

PokrójRoślina z tęgim, krótkim kłączem, z którego wyrastają prosto wzniesione, słabo owłosione lub nagie łodygi, osiągające wysokość do 50 cm.
LiścieU nasady łodygi kilka pochew, a wyżej nich trzy lub cztery siedzące liście asymilacyjne. Liście te są eliptyczne do eliptycznojajowatych, o długości 10 do 15 cm i szerokości 6 do 8 cm. Blaszki są nagie, ewentualnie słabo owłosione na nerwach i drobno orzęsione na brzegach. Wierzchołek liścia zaostrzony.
KwiatyNajczęściej pojedyncze na szczycie łodygi, rzadko dwa, osadzone na owłosionej lub nagiej szypułce. Kwiaty okazałe, czerwone lub różowe, rzadko białe, czasem z ciemniejszymi żyłkami, wsparte są liściastą, eliptyczną lub lancetowatą i krótko zaostrzoną przysadką o długości do 9 cm i szerokości do 6 cm, omszoną po obu stronach na nerwach. Szczytowy listek okwiatu eliptycznojajowaty, o długości do 5 cm i szerokości do 3 cm, nagi i zaostrzony. Pozostałe listki lancetowate, do 6 cm długości i 2,5 cm szerokości, owłosione u nasady i zaostrzone. Warżka silnie wydęta o długości do 5,5 cm i wąskiej gardzieli o średnicy 1,5 cm, wewnątrz owłosiona. Prętosłup jajowato podługowaty, do 1,4 cm długości.
OwocWąsko elipsoidalna, naga torebka o długości ok. 4 cm.

## Biologia i ekologia
Gatunek występuje w różnych zbiorowiskach roślinnych – w lasach i na ich skrajach, ale także na trawiastych zboczach, zawsze jednak na glebach żyznych, próchnicznych i przepuszczalnych. Na obszarach górskich rośnie do rzędnej 2400 m n.p.m. Kwitnie od czerwca do lipca, owocuje w sierpniu i wrześniu.
W północnych Chinach stwierdzono występowanie naturalnego mieszańca tego gatunku i obuwika pospolitego – Cypripedium ×ventricosum Swartz (Kongl. Vetensk. Acad. Nya Handl. 21: 251. 1800).

## Zagrożenia i ochrona
Obuwik ten w czerwonej liście gatunków zagrożonych według IUCN ma status gatunku najmniejszej troski (LC), jednak w wielu obszarach (Korea, Mongolia, Rosja) rejestrowany jest spadek jego liczebności. Gatunek ujęty jest w załączniku II Konwencji o międzynarodowym handlu dzikimi zwierzętami i roślinami gatunków zagrożonych wyginięciem (CITES).